# 니아풍케
니아풍케(프랑스어: Niafunké)는 말리에 있는 나이저강 유역의 작은 마을이다. 행정 구역상으로는 통북투 주에 속한다. 말리의 음악가인 알리 파르카 투레의 고향 마을이다. 그는 어린 아이일 때 그곳으로 이사해서 2004년에는 그 마을의 시장이 되었다.